# Olanlar Oldu
Pour plus de détails, voir Fiche technique et Distribution.
Olanlar Oldu est une comédie turque réalisée par Hakan Algül, sortie en 2017.
Elle connait un succès dans son pays en totalisant près de 1,8 million d'entrées au box-office turc de 2017.

## Synopsis
Zafer, un marin vivant avec sa mère Döndü dans un village de pêcheur près d'Izmir, vient de se séparer de sa petite amie Mehtap dont le père est aussi marin. Alors que Döndü et son ami Fahriye essaient d'aider Zafer à trouver une épouse et fonder une famille, une actrice célèbre, Aslı, assiste à une visite en bateau de Zafer. Lui et Aslı apprendront à se connaître.

## Fiche technique
- Date de sortie : 20 janvier 2017

## Distribution
- Ata Demirer : Zafer
- Tuvana Türkay : Döndü
- Salih Kalyon
- Ülkü Duru
- Derya Alabora : Auntula
- Seda Güven - Mehtap
- Recep Renan Bilek
- Toprak Sergen
- Ali Yoğurtçuoğlu